# Smoking revue
Smoking revue je druhá divadelní hra Jiřího Voskovce a Jana Wericha, kterou její autoři označili jako Vest-pocket o 16 obrazech.
Premiéra se konala 8. května 1928 v Umělecké besedě na Malé Straně a hra měla celkem 88 repríz.

## Hudba
Některé písně byly v letech 1929 - 1931 zaznamenány na gramofonové desky firmy Ultraphon:
1. To záleží na vás (It All Depends On You), Buddy G. De Sylva, Lew Brown a Ray Henderson / Voskovec a Werich, zpívají V+W, klavír: Jaroslav Ježek, nahráno 1929
2. Zeměkoule (Thanks For The Buggy Ride), Jules Buffano / Voskovec a Werich, zpívají V+W, klavír: Harry von Noé, nahráno únor 1931[1][2]